# Municipio Cajuata
Das Municipio Cajuata liegt im Departamento La Paz im südamerikanischen Anden-Staat Bolivien.

## Lage im Nahraum
Das Municipio Cajuata ist eines von sechs Municipios der Provinz Inquisivi und liegt im nördlichen Teil der Provinz. Es grenzt im Westen an das Municipio Quime, im Süden an das Municipio Licoma Pampa, im Südosten und Osten an das Municipio Inquisivi, und im Norden an die Provinz Sud Yungas.
Das Municipio hat fünfzig Ortschaften (localidades), zentraler Ort des Municipio ist Cajuata mit 1.189 Einwohnern im südöstlichen Teil des Landkreises, zweitgrößte Ortschaft ist Circuata mit 1.141 Einwohnern. (Volkszählung 2012)

## Geographie
Das Municipio Cajuata liegt auf einer mittleren Höhe von 2000 m an den östlichen Hängen der Kordillere Quimsa Cruz, zwischen dem bolivianischen Altiplano im Westen und dem Amazonas-Tiefland im Osten. Die Region weist ein ausgeprägtes Tageszeitenklima auf, bei dem die Temperaturen im Tagesverlauf häufig stärkeren Schwankungen unterliegen als im Jahresverlauf.
Die mittlere Durchschnittstemperatur in den Tallagen der Region liegt bei 19 °C (siehe Klimadiagramm Cajuata), wobei die Monatswerte sich nur unwesentlich zwischen gut 16 °C im Juni/Juli und etwa 21 °C von Oktober bis März bewegen. Der Jahresniederschlag beträgt mehr als 900 mm und fällt vor allem in der Feuchtezeit von November bis März, die aride Zeit mit Werten unter 30 mm reicht von Mai bis August.

## Bevölkerung
Die Einwohnerzahl des Municipio Cajuata ist zwischen 1992 und 2024 um 80 % angestiegen:
| Jahr | Einwohner | Quelle       |
| ---- | --------- | ------------ |
| 1992 | 8.681     | Volkszählung |
| 2001 | 7.757     | Volkszählung |
| 2012 | 10.288    | Volkszählung |
| 2024 | 15.485    | Volkszählung |

Das Municipio hatte bei der letzten Volkszählung von 2024 eine Bevölkerungsdichte von 22,5 Einwohnern/km², die Lebenserwartung der Neugeborenen lag im Jahr 2001 bei 61,5 Jahren, die Säuglingssterblichkeit war von 8,4 Prozent (1992) auf 6,7 Prozent im Jahr 2001 gesunken.
Der Alphabetisierungsgrad bei den über 15-Jährigen beträgt 79,5 Prozent, und zwar 88,7 Prozent bei Männern und 68,4 Prozent bei Frauen (2001).
93,4 Prozent der Bevölkerung sprechen Spanisch, 34,4 Prozent sprechen Aymara, und 16,1 Prozent Quechua. (2001)
82,6 Prozent der Bevölkerung haben keinen Zugang zu Elektrizität, 83,1 Prozent leben ohne sanitäre Einrichtung (2001).
82,3 Prozent der insgesamt 1.925 Haushalte besitzen ein Radio, 12,6 Prozent einen Fernseher, 18,3 Prozent ein Fahrrad, 15,3 Prozent ein Motorrad, 2,9 Prozent ein Auto, 5,5 Prozent einen Kühlschrank und 0,1 Prozent ein Telefon. (2001)

## Politik
Ergebnis der Regionalwahlen (concejales del municipio) vom 4. April 2010:
| Wahlberechtigte |  | Stimmen | gültig |  | ADEP COCA | MAS-IPSP | UN     | ASP   |
| --------------- |  | ------- | ------ |  | --------- | -------- | ------ | ----- |
| 4.293           |  | 3.712   | 2.564  |  | 1.293     | 775      | 307    | 189   |
|                 |  | 86,5 %  | 69,1 % |  | 50,4 %    | 30,2 %   | 12,0 % | 7,4 % |

Ergebnis der Regionalwahlen (elecciones de autoridades políticas) vom 7. März 2021:
| Wahl- berechtigte |  | Wahl- beteiligung | gültige Stimmen |  | MAS-IPSP | MTS     | J.A.LLALLA.L.P. | FPV    | PBCSP  | C-A    | ASP    |
| ----------------- |  | ----------------- | --------------- |  | -------- | ------- | --------------- | ------ | ------ | ------ | ------ |
| 7.246             |  | 6.312             | 5.284           |  | 2.688    | 910     | 776             | 371    | 226    | 59     | 53     |
|                   |  | 87,11 %           | 83,71 %         |  | 50,87 %  | 17,22 % | 14,69 %         | 7,02 % | 4,28 % | 1,12 % | 1,00 % |

## Gliederung
Das Municipio untergliederte sich bei der letzten Volkszählung von 2012 in die folgenden vier Kantone (cantones):
- 02-1003-01 Kanton Cajuata – 23 Ortschaften – 3.682 Einwohner / 2.894 Einwohner (2001)
- 02-1003-02 Kanton Suri – 8 Ortschaften – 1.326 Einwohner / 1.088 Einwohner
- 02-1003-03 Kanton Circuata – 13 Ortschaften – 4.619 Einwohner / 3.210 Einwohner
- 02-1003-04 Kanton Huaritolo – 6 Ortschaften – 661 Einwohner / 565 Einwohner

## Ortschaften im Municipio Cajuata
- Kanton Cajuata
  - Cajuata 1189 Einw.

- Kanton Suri
  - Suri 287 Einw. – Tojra 229 Einw

- Kanton Circuata
  - Circuata 1141 Einw. – Villa Barrientos 926 Einw. – Miguillas 634 Einw. – Cañamina 535 Einw. – Villa Khora 490 Einw. – Lujmani 323 Einw.

- Kanton Huaritolo
  - Huaritolo 191 Einw. – Cheka 189 Einw.